# Vrbnica
Vrbnica je obec na Slovensku v okrese Michalovce.

## Vývoj názvu obce
- 1773 Füzesér, Fésar,
- 1786 Füseschér, Fesar,
- 1808 Füzesér, Fessar, Fissarowce,
- 1863 a v letech 1892 až 1913 Füzesér,
- v letech 1873 až 1888 Füzessér,
- v letech 1920 až 1948 Fišar,
- v letech 1948 až 1973 Vŕbnica,
- od roku 1973 – Vrbnica

Zdroj: M. Majtán: Názvy obcí Slovenskej republiky. Vývin v rokoch 1773 - 1997

## Kultura a zajímavosti

### Památky
- Neoklasicistní kúria, jednopodlažní stavba na půdorysu obdélníku s valbovou střechou z konce 19. století. Úpravami prošla ve 20. letech 20. století. Fasády kúrie jsou členěny průběžným pašováním a nárožní bosáží. Okna mají profilované šambrány s klenáky.

- Římskokatolický kostel Mena Panny Marie, jednolodní klasicistní stavba se segmentovým ukončením presbytáře a mírně představěnou věží z roku 1834. Interiér je zaklenut pruskou klenbou. Fasády kostela jsou hladké, věž je členěna lizénovými rámy a ukončena jehlancovou helmicí.